# Karl Friedrich Wenzel
Karl Friedrich Wenzel (1740-1793) fue un químico y metalúrgico alemán que determinó los índices de reacción de distintos productos químicos, estableciendo, por ejemplo, que la cantidad de metal que se disuelve en un ácido es proporcional a la concentración de ácido en la disolución. Por tanto, fue el primero en enunciar la noción de equivalente gramo y en publicar una tabla de pesos equivalentes de ácidos y bases. Jeremias Benjamin Richter compuso después una tabla de pesos equivalentes más extensa. 
Wenzel nació en Dresde en 1740. Aunque estaba destinado a seguir los pasos de su padre, encuadernador de oficio, abandonó su hogar en 1755, y tras tomar lecciones de cirugía y química en Ámsterdam, se convirtió en cirujano de la marina holandesa.  En 1766, cansado de la vida marítima, marchó a estudiar química a Leipzig, dedicándose después a la metalurgia y el ensayo en su ciudad natal con gran éxito.
Murió en Freiberg el 26 de febrero de 1793.

## Obras
- Recepttaschenbuch für das Gebiet der Kinderkrankheiten . Vol. 1 y 2 . Palm & Enke, Erlangen 1829-1830.